# Voie navigable de Nilsiä
La voie navigable de Nilsiä (finnois : Nilsiän reitti) est une voie navigable faisant partie de la voie navigable de Kallavesi du Système hydrologique de la Vuoksi en Finlande. 

## Présentation
La voie navigable de Nilsiä est la branche centrale de la voie navigable de Kallavesi et fait partie du réseau hydrographique de la Vuoksi. 
L'itinéraire part des cours d'eau des territoires de Kajaani, Rautavaara, Sonkajärvi et Sotkamo qui se déversent dans le lac Laakajärvi.
Puis il traverse les lacs Syväri, Vuotjärvi, Akonvesi, Muuruvesi, Juurusvesi et Kotkatvesi qui se situent dans les quartiers de Nilsiä et Juankoski de Kuopio avant de finir dans le Kallavesi.

## Canaux
La voie navigable de Nilsiä a trois canaux a écluse: le canal de Lastukoski, le canal de Juankoski et le canal de Karjalankoski.

## Centrales électriques
Il y a cinq centrales hydroélectriques le long de la voie navigable.
| Centrale      | MW  | GWh/a | m    | m3/s  | Rivière                         | Lieu       | propriétaire | Réf. |
| ------------- | --- | ----- | ---- | ----- | ------------------------------- | ---------- | ------------ | ---- |
| Kiltua        | 5,6 | 7,5   | 18,8 | 35,0  | Vuoksi/Laakajärvi=>Kiltuanjärvi | Sonkajärvi | Savon Voima  |      |
| Sälevä        | 3,0 | 6,5   | 7,0  | 50,0  | Vuoksi/Sälevä=>Korpinen         | Lapinlahti | Savon Voima  |      |
| Atro          | 6,5 | 17,5  | 14,5 | 50,0  | Vuoksi/Syväri                   | Lapinlahti | Savon Voima  |      |
| Juankoski     | 5,5 | 20,0  | 6,5  | 100,0 | Vuoksi/Vuotjärvi=>Juankoski     | Kuopio     | Savon Voima  |      |
| Karjalankoski | 4,5 | 20,0  | 6,5  | 80,0  | Vuoksi/Juankoski=>Akonvesi      | Kuopio     | Savon Voima  |      |